# كرافتون غيم يونيون
كرافتون غيم يونيون (بالإنجليزية: Krafton Game Union)، هي شركة كورية جنوبية لإنتاج وتطوير ألعاب الفيديو، تأسست الشركة سنة 2018، وتقع مقرها في بلدة بوندانغ غو بمدينة سونغنام الكورية الجنوبية.